# Kevin Lynch (militant nord-irlandais)
 (mars 2024).
Si vous disposez d'ouvrages ou d'articles de référence ou si vous connaissez des sites web de qualité traitant du thème abordé ici, merci de compléter l'article en donnant les références utiles à sa vérifiabilité et en les liant à la section « Notes et références ».
Pour les articles homonymes, voir Kevin Lynch et Lynch.
Kevin Lynch, né le 25 mai 1956 à Park, dans le comté de Londonderry (Irlande du Nord, Royaume-Uni), et mort le 1er août 1981 dans la prison du Maze (Irlande du Nord, Royaume-Uni), est un militant républicain nord-irlandais, membre de l’Irish National Liberation Army.

## Jeunesse
Kevin Lynch, cadet d’une famille de huit enfants, est né à Park, dans le comté de Londonderry. Pratiquant de hurling, il fit partie de l’équipe de Dungiven et remporta avec elle le tournoi annuel Féile na nGael à Thurles en 1971. L’année suivante, il remporta, comme capitaine de l’équipe du comté de Derry, le titre de champions de l’île d’Irlande des moins de seize ans à Dublin.

## Arrestation et condamnation
Le 2 décembre 1976, Lynch fut interpellé à son domicile par la police royale de l'Ulster. Un an plus tard, il fut condamné à dix ans de prison pour vol de fusils, complicité d’expédition punitive et conspiration en vue de soustraire des armes aux forces de sécurité. Incarcéré à la prison du Maze, il participa à la blanket protest puis à la grève de la faim de 1981, dont il mourut le 23 mai, après 71 jours de jeûne.

## Hommage
L’équipe de hurling de Dungiven porte son nom.